# Фермопіли (кліпер)
38°39′51″ пн. ш. 9°27′13″ зх. д. / 38.664067° пн. ш. 9.453733° зх. д.

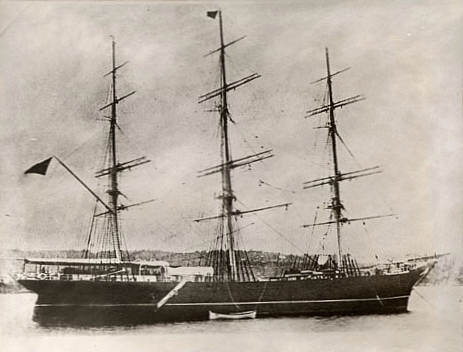
Фото 1868

«Thermopylae» (букв. переклад з англійського — «Фермопіли») — відомий кліпер, побудований в 1868 році Волтером Гудом та Компанією в Абердині на замовлення Абердинської філії компанії Вайт Стар Лайн (майбутніми власниками «Титаніка»). Автор проекту — лондонський інженер Бернард Веймут.

## Історія
Розроблявся для забезпечення чайної торгівлі Англії з Китаєм. Встановив рекорд швидкості в своє перше плавання в Мельбурн — 63 дні, рекорд для вітрильних суден, не побитий досі.
В 1872 році змагався з кліпером «Катті Сарк» на зворотному шляху з Шанхая в Лондон і виграв у неї 7 діб після того, як «Катті» втратила рульове перо.
З 1882 а забезпечував торгівлю вовною на австралійських лініях і кілька разів поступився в швидкості «Катті Сарк».
В 1897 році був проданий в Португалію і перейменований в «Pedro Nunes», використовувався як морехідне навчальне судно. У 1907 р. через знос корпусу кліпер був списаний. Португальські ВМС не стали продавати на злам знаменитий корабель, а була організована церемонія поховання. Під звуки похоронного маршу «Фермопіли» були торпедовані і затонули.
У 2003 році останки «Фермопіл» були знайдені на глибині 30 метрів поблизу Лісабона.

## Конструкція та технічні параметри
- Корисний вантаж[2]: 948 рег. тонн.
- Довжина корпуса: 64,7 м.
- Ширина: 11 м.
- Осадка: 6,4 м.